# موتورشیپ کلاس بایکال
موتورشیپ کلاس بایکال (به انگلیسی: Baykal-class motorship) یک کلاس از کشتی است که طول آن ۶۵٫۲ متر (۲۱۴ فوت) می‌باشد.